# Dekanat Szczuczyn (diecezja grodzieńska)
Dekanat Szczuczyn – jeden z 16  dekanatów w rzymskokatolickiej diecezji grodzieńskiej. W jego skład wchodzi 13 parafii.
Obecnym dziekanem jest proboszcz parafii św. Jana Chrzciciela w Wasiliszkach ks. Stanisław Pytel.

## Lista parafii
| Lp. | Miejscowość / parafia                                             | Proboszcz / administrator  | Kościół                                                       | Zdjęcie |
| --- | ----------------------------------------------------------------- | -------------------------- | ------------------------------------------------------------- | ------- |
| 1   | Dziembrowo Parafia Trójcy Przenajświętszej                        |                            | Kościół Trójcy Przenajświętszej w Dziembrowie                 |         |
| 2   | Iszczołna Parafia Trójcy Przenajświętszej                         |                            | Kościół Trójcy Przenajświętszej w Iszczołnie                  |         |
| 3   | Kamionka Parafia św. Antoniego Padewskiego i Objawienia Pańskiego | ks. Konstanty Pawlukiewicz | Kościół św. Antoniego Padewskiego w Kamionce                  |         |
| 4   | Lack Parafia św. Stanisława Biskupa i Męczennika                  | ks. Oleg Pietraszko        | Kościół św. Stanisława w Lacku                                |         |
| 5   | Nowy Dwór Parafia Wniebowzięcia Najświętszej Maryi Panny          |                            | Kościół Wniebowzięcia Najświętszej Maryi Panny w Nowym Dworze |         |
| 6   | Ostryna Parafia św. Teresy od Dzieciątka Jezus                    |                            | Kościół św. Teresy od Dzieciątka Jezus w Ostrynie             |         |
| 7   | Sobakińce Parafia Podwyższenia Krzyża św.                         |                            | Kościół Podwyższenia Krzyża św. w Sobakińcach                 |         |
| 8   | Różanka Parafia św. Apostołów Piotra i Pawła                      |                            | Kościół św. Apostołów Piotra i Pawła w Różance                |         |
| 9   | Skrzybowce Parafia Chrystusa Króla                                |                            | Kościół Chrystusa Króla w Skrzybowcach                        |         |
| 10  | Szczuczyn Parafia św. Teresy z Ávili                              | o. Witold Petelczyc SchP   | Kościół św. Teresy z Ávili w Szczuczynie                      |         |
|     | Bartasze                                                          |                            | Kaplica                                                       |         |
| 11  | Stare Wasiliszki Parafia św. Apostołów Piotra i Pawła             | ks. Zbigniew Draguła CSMA  | Kościół św. Apostołów Piotra i Pawła w Starych Wasiliszkach   |         |
| 12  | Wasiliszki Parafia św. Jana Chrzciciela                           | ks. Stanisław Pytel CSMA   | Kościół św. Jana Chrzciciela w Wasiliszkach                   |         |
| 13  | Żołudek Parafia Wniebowzięcia Najświętszej Maryi Panny            |                            | Kościół Wniebowzięcia Najświętszej Maryi Panny w Żołudku      |         |

## Sąsiednie dekanaty
Grodno-Zachód, Mosty, Dziatłowo, Lida, Raduń